# Leptoneta lantosquensis
Leptoneta lantosquensis är en spindelart som beskrevs av Dresco 1987. Leptoneta lantosquensis ingår i släktet Leptoneta och familjen Leptonetidae.
Artens utbredningsområde är Frankrike. Inga underarter finns listade i Catalogue of Life.